# Cestonia cineraria
Cestonia cineraria là một loài ruồi trong họ Tachinidae.